# Julien Jäger
Julien Jäger (* 10. April 2001 in Offenbach am Main) ist ein deutscher Bahnradsportler, der auf die Kurzzeitdisziplinen spezialisiert ist.

## Sportliche Laufbahn
2017 wurde Julien Jäger deutscher Jugend-Meister im Keirin und im Jahr darauf mit Justin Stöckert und Julian Kühn deutscher Junioren-Meister im Teamsprint. Bei den  Junioren-Europameisterschaften errang er die Titel im Keirin und im Teamsprint (mit Domenic Kruse und Laurin Drescher); im Sprint gewann er Silber. Bei den kurz darauf stattfindenden Junioren-Weltmeisterschaften in Frankfurt (Oder) belegte Jäger in Sprint und Teamsprint (mit Drescher und Kruse) jeweils Rang vier und in Keirin und 1000-Meter-Zeitfahren jeweils Rang sechs.
Beim sechsten Lauf des Bahnrad-Weltcups 2019/20 im kanadischen Milton ging Jäger im Sprint an den Start. Bei den U23-Europameisterschaften 2020 in Fiorenzuola d’Arda errang er mit Anton Höhne und Nik Schröter Bronze und im Jahr darauf mit Höhne und Paul Schippert in Apeldoorn Silber in derselben Disziplin.

## Berufsweg
Ab September 2020 machte er eine Ausbildung zum Polizeivollzugsbeamten bei der Bundespolizei. Der Polizeimeisteranwärter war Angehöriger der Bundespolizeisportschule Kienbaum.

## Familie
Die Eltern von Julien Jäger sind die ehemalige Eisschnellläuferin Manuela Jäger sowie der ehemalige Bahnradsportler Sascha Jäger (heute Nachwuchs-Sprinttrainer im Thüringer Radsportverband). Auch seine drei Jahre jüngere Schwester Lara-Sophie ist als Radsportlerin aktiv.

## Erfolge
2017
- Deutscher Jugend-Meister – Keirin

2018
- Deutscher Junioren-Meister – Teamsprint (mit Justin Stöckert und Julian Kühn)

2019
- Junioren-Europameister – Keirin, Teamsprint (mit Domenic Kruse und Laurin Drescher)
- Junioren-Europameisterschaft – Sprint
- Deutscher Junioren-Meister – Sprint, Teamsprint (mit Willy Weinrich und Dennis Kühn)

2020
- U23-Europameisterschaft – Teamsprint (mit Anton Höhne und Nik Schröter)

2021
- U23-Europameisterschaft – Teamsprint (mit Anton Höhne und Paul Schippert)